# Maria Isaura Pereira de Queiroz
Maria Isaura Pereira de Queiroz (São Paulo, 26 de agosto de 1918 — 29 de dezembro de 2018) foi uma socióloga brasileira, escritora premiada com o Prêmio Jabuti de 1967. Reconhecida nacional e internacionalmente por seus trabalhos com Ciências Sociais, foi professora da Universidade de São Paulo.

## Vida pessoal
Nascida em São Paulo, em 1918, era filha de Maria Moraes Barros Pereira de Queiroz e Manoel Elpídio Pereira de Queiroz. O casal teve seis filhos. Maria era sobrinha da primeira deputada federal da história do Brasil, eleita em 1934, Carlota Pereira de Queiroz. Incentivada desde pequena a estudar, seu pai e sua mãe a incentivaram a seguir carreira docente.
Cursou a escola primária e secundária no Escola Normal Caetano de Campos. Ingressou no curso de Ciências Sociais da Faculdade de Filosofia, Ciências e Letras da Universidade de São Paulo, em março de 1946, terminando a licenciatura em 1949. Ingressou no mestrado em Sociologia, Antropologia e Política pela Universidade de São Paulo, em 1951 e no doutorado em sociologia pela École Pratique Des Hautes Études, VI Section, em 1959, com bolsa do governo francês. 
Foi indicada como auxiliar de ensino da Cadeira de Sociologia I, na qual trabalhou no período de 1950 a 1955. Obteve equivalência do diploma francês em 1960, passando a Professora-Doutora na Faculdade Filosofia, Ciências e Letras. Foi elevada a professora adjunta em 1978, lecionando até 1982, quando se aposentou.
Na França, lecionou na École des Hautes Études,  nos anos de 1963 e 1964, no Institut des Hautes Études d`Amérique Latine, Universidade de Paris, de 1961 a 1970. Lecionou ainda na Université Laval, em Québec, no Canadá, no 2° semestre de 1964; como professeur invité, em março de 1979, na Université des Mutants, de Dakar, no Senegal.
Foi também professora convidada do Centro de Estudos Rurais e Urbanos e professora emérita da Universidade de São Paulo. Atuou na área de Sociologia, com ênfase em Sociologia Rural. Seus livros são referência na área das Ciências Sociais, com publicações nacionais e internacionais. Membro da Sociedade Brasileira para o Progresso da Ciência (SBPC), desde 1971. Suas obras abrangem três campos temáticos principais: análises sobre a reforma e a revolução por meio dos movimentos religiosos, messiânicos e do mandonismo na política; os estudos rurais, com análise do campesinato brasileiro a partir da definição de grupos rústicos; e os estudos sobre a cultura brasileira, com destaque para as histórias de vida, relações de gênero e o carnaval.
Suas maiores obras são: A Guerra Santa no Brasil: o movimento messiânico no Contestado (1957), O messianismo no Brasil e no Mundo (1965), Réforme et Révolution dans les société traditionnelles (1968), Os Cangaceiros : les bandits d'honneur brésiliens (1968), Images messianiques du Brésil (1972), O campesinato brasileiro (1973), O mandonismo local na vida política brasileira (1969; … e outros ensaios, 1976), Cultura, sociedade rural e sociedade urbana no Brasil (1978), Carnaval brasileiro: o vivido e o mito (1992), além de várias outras traduções para o francês, italiano e espanhol.

## Morte
Maria Isaura morreu em 29 de dezembro de 2018, em São Paulo, aos 100 anos. Ela foi sepultada no Cemitério da Consolação.

## Prêmios
- XI Concurso Mário de Andrade, Departamento de Cultura do Município de S. Paulo, em outubro de 1957
- Prêmio JABUTI, da Câmara Brasileira do Livro
- Prêmio Almirante Álvaro Alberto do CNPq/MCTI em 1998